# Bataille d'Antrodoco
La bataille d'Antrodoco oppose les troupes d'une expédition autrichienne commandée par le général Frimont aux insurgés napolitains du général Guglielmo Pepe. Elle fait suite à la bataille de Rieti du 7 mars.

## Contexte
L'insurrection militaire qui débute au sein de l'armée du royaume des Deux-Siciles conduit le roi Ferdinand Ier des Deux-Siciles à accepter une constitution qui instaure une monarchie constitutionnelle dans le royaume.
L'Autriche, garante de la stabilité politique italienne après la chute de Napoléon Ier, envisage d'intervenir pour rétablir l'ordre. À la suite de la conférence de Troppau et de Ljubljana (janvier 1821), elle décide l'envoi de troupes. Celles-ci sont commandées par le général Frimont.